# 塩素酸アンモニウム
塩素酸アンモニウム（えんそさん—、ammonium chlorate）は、アンモニウムイオンの塩素酸塩にあたる無機化合物で、化学式 NH4ClO3 と表される。

## 性質
結晶は無色の針状で、潮解性はなく、水で希釈したアルコールには溶けるが濃度の高いアルコールには不溶である。塩素酸イオンが強力な酸化剤であるのに対して、アンモニウムイオンは還元剤として働くため、常温でも不安定で直射日光に数分照射しただけで爆発する。加熱すると約102℃で窒素と塩素と酸素に分解する。

## 製法
塩素酸をアンモニアもしくは炭酸アンモニウムで中和するか、または塩素酸バリウム、塩素酸ストロンチウム、塩素酸カルシウムの水溶液に炭酸アンモニウムや硫酸アンモニウムを加えて析出させた上清を用いる。

## 規制
GHSにおける火薬類のなかでも不安定火薬類に該当し、各国で輸送禁止をはじめとする強い規制がある。日本では船舶安全法や航空法によってGHSに基づき輸送禁止品とされており、また消防法に基づく危険物第1類に指定されている。塩素酸塩として毒物及び劇物取締法に基づく劇物に指定されている（昭和40年政令第2号）が、急性毒性や刺激性に関するデータは存在しない。